# Aero A.11
Aero A.11 là một loại máy bay ném bom hạng nhẹ và trinh sát hai tầng cánh, chế tạo ở Tiệp Khắc giữa Chiến tranh thế giới I và II.

## Biến thể
- A.11:
- A.11HS:
- A.11N:
- Ab.11:

## Quốc gia sử dụng
Tiệp Khắc
 Phần Lan
- Không quân Phần Lan

## Tính năng kỹ chiến thuật (A.11)
Đặc điểm tổng quát
- Kíp lái: 2
- Chiều dài: 8.2 m (27 ft)
- Sải cánh: 12.8 m (43 ft 0 in)
- Chiều cao: 3.1 m (10 ft)
- Diện tích cánh: 36.5 m² (393 ft²)
- Trọng lượng rỗng: 1.080 kg (2.380 lb)
- Trọng lượng có tải: 1.537 kg (3.381 lb)
- Động cơ: 1 × Walter W IV, 180 kW (240 hp)

 Hiệu suất bay 
- Vận tốc cực đại: 240 km/h (130 knot, 150 mph)
- Tầm bay: 750 km (400 nm, 470 mi)
- Trần bay: 7.600 m (25.000 ft)
- Vận tốc lên cao: 3,82 m/s (751 ft/phút)
- Tải trên cánh: 42 kg/m² (8,6 lb/ft²)
- Công suất/trọng lượng: 120 W/kg (0,071 hp/lb)

Trang bị vũ khí

- Súng: 

  - 1× súng máy Vickers.303 in (7,7 mm)
  - 2× súng máy Lewis.303 in (7,7 mm)
- Bom: 200 kg (441 lb)